# Polymerase stuttering
En biologie moléculaire, on parle de polymerase stuttering (littéralement « bégaiement de polymérase ») en référence au phénomène conduisant une polymérase à transcrire le même nucléotide plusieurs fois de suite sans progresser dans sa lecture de l'ARN messager. Ceci se produit souvent lors de l'ajout d'une coiffe à l'extrémité 5' ou de l'ajout d'une queue poly(A) par polyadénylation à l'extrémité 3' de l'ARNm par les organismes les plus simples tels que les virus.
Ce « bégaiement » ou « patinage » de la polymérase est un événement probabiliste dans la mesure où il n'est pas contrôlé par un mécanisme de régulation. Il survient généralement au niveau de régions présentant une succession rapprochée de frameshifts ribosomiques  (décalages du cadre de lecture) ou de séquences glissantes sur le brin d'ARN messager transcrit. Cependant, le décalage du cadre de lecture se limite à un (parfois deux) nucléotides avec des pseudonœuds et goulots d'étranglements des deux côtés de la séquence.
Par exemple, l'ARN polymérase ARN-dépendante de nombreux virus présente ce comportement. C'est également le cas de la transcriptase inverse.